# Caprie
Caprie là một đô thị ở tỉnh Torino trong vùng Piedmont, có vị trí cách khoảng 30 km về phía tây của Torino, nước Ý. Tại thời điểm ngày 31 tháng 12 năm 2004, đô thị này có dân số 1.958 người và diện tích là 16,3 km².
Caprie giáp các đô thị: Condove, Rubiana, Villar Dora, Sant'Ambrogio di Torino, và Chiusa di San Michele.